# Рамария
Рамария (лат. Ramaria) — род грибов; в разных системах классификации этот род включают в разные семейства: Гомфовые (Gomphaceae), Рамариевые (Ramariaceae), Рогатиковые (Clavariaceae), Лисичковые (Cantharellaceae).

## Описание
Плодовые тела небольших или довольно крупных размеров, слабо или сильно разветвлённые, ломкие или кожистые, жёсткие или желатинизированные, обычно ярко окрашенные. Гифы с пряжками. Цистиды отсутствуют. Споры неамилоидные, мелкие или крупные, эллипсоидальной формы, покрытые шипиками или бородавками или же с другим узором, реже гладкие.
Произрастают на земле или являются сапротрофами.

## Таксономия

### Синонимы
- Cladaria Ritgen, 1828
- Clavaria sect. Clavariella (P. Karst.) Henn., 1898
- Clavariella P. Karst., 1881
- Corallium G. Hahn, 1883, nom. illeg.
- Coralloidea Roussel, 1806, nom. illeg.
- Cornicularia Bonord., 1851, nom. illeg.
- Dendrocladium (Pat.) Lloyd, 1919
- Lachnocladium sect. Dendrocladium Pat., 1889
- Phaeoclavulina Brinkmann, 1897
- Ramaria sect. Dendrocladium (Pat.) R.H.Petersen, 1981

### Некоторые виды
Род Рамария включает более 220 видов. Некоторые из них:
- Ramaria aurea (Schaeff.) Quél., 1888 — Рамария золотистая
- Ramaria botrytis (Pers.) Ricken, 1918 — Рогатик гроздевидный, или Рамария гроздевидная
- Ramaria flava (Schaeff.) Quél., 1888 — Рамария жёлтая
- Ramaria formosa (Pers.) Quél., 1888 — Рогатик прекрасный, или Рамария прекрасная, или Рамария красивая
- Ramaria stricta (Pers.) Quél., 1888 — Рогатик прямой, или Рамария прямая
- Ramaria eumorpha (Pers.) Quél., 1888 — Рогатик обыкновенный, или Рогатик инвала, или Рамария обыкновенная